# Francisco de Sales Arrieta
Francisco de Sales Arrieta (ur. 29 stycznia 1768 w Limie; zm. 4 maja 1843 w Limie) – peruwiański duchowny katolicki, franciszkanin dziewiętnasty arcybiskup metropolita limski oraz prymas Peru od 1840 roku.

## Życiorys
Urodził się w 1768 roku w Limie. W wieku 16 lat wstąpił do zakonu franciszkanów, a następnie rozpoczął studia teologiczne w Kolegium św. Bonawentury, gdzie dostrzeżono jego zdolności intelektualne. Po jego ukończeniu kształcił się w klasztorze Santa Maria de los Angelos aż do nowicjatu, po czym został skierowany na studia specjalistyczne na Uniwersytet Świętego Marka w Limie. Uzyskał tam kolejno stopnie naukowe: doktora i profesora.
Swoją pracę jako wykładowca łączył z obowiązkami zakonnymi. W 1836 roku zaproponowano mu objęcie wolnego biskupstwa w Ayacucho, które jednak nie przyjął. Trzy lata później po śmierci abpa Jorge de Benavente papież Grzegorz XVI mianował go na nowego metropolitę limskiego i prymasa Peru. Także tej funkcji nie chciał przyjąć, ponieważ wolał żyć jak zakonnik, mimo to po namowach ostatecznie się zgodził i 24 stycznia 1841 roku został konsekrowany na arcybiskupa przez biskupa pomocniczego Francisco Xaviera de Luna Pizarro. 
W pierwszym roku rządów wydał edykt o chrześcijańskim wychowanie młodzieży. Nieprzychylnie odnosił się do szerzącego się wówczas liberalizmu w państwie. Jego rządy trwały niespełna trzy lata, ponieważ zmarł 10 marca 1839 roku i został pochowany w podziemiach archikatedry limskiej.